# 左派リバタリアニズム
左派リバタリアニズム（英語: left-libertarianism）は、政治思想の1つで左派のリバタリアニズム。
「左派リバタリアニズム」の用語は、個人の自由と社会的公正の両方を等しく強調する、政治・社会・文化・政治的および社会的理論への取り組みを行う複数の思想に対して使用されており、平等主義リバタリアニズム、リバタリアン社会主義などとも呼ばれている。対比語は右派リバタリアニズム。

## 概要
左派リバタリアニズムは通常、以下の3つの関連し重なり合う潮流を指す。
- 反権威主義、特に社会主義運動では反資本家主義
- シュタイナー・バレンタイン派(ヒレル・シュタイナー（英語版） - ピーター・バレンタイン（英語版）)。古典的自由主義や市場自由主義の急進的な終結を提唱し、自治と平等主義の間の関連を強調する[2][3][4][5]。
- 「左派市場アナキズム」。非干渉主義と自由市場の社会変革の潜在能力を強調する。

## リバタリアン社会主義

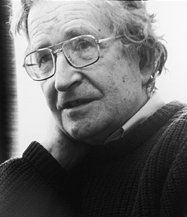
リバタリアン社会主義の潮流の著名な左派リバタリアンであるノーム・チョムスキー

左派リバタリアニズムの起源はリバタリアン社会主義である。
リバタリアン社会主義は、社会主義の反国家の流儀を持つ。広義にはリバタリアン社会主義は、市場や民間投資や達成倫理を信用せず、社会福祉の拡充を約束し、時として「左翼リバタリアニズム」と呼ばれている。より狭義では、マレー・ブックチンやノーム・チョムスキーなどを含む社会アナキストやリバタリアン社会主義者などが「左翼リバタリアニズム」と呼ばれている
。

## シュタイナー・バレンタイン派
現代の左派リベラリズムのもう1つの潮流は、シュタイナー・バレンタイン学派と呼ばれ、自治の古典的自由主義の概念を支持し、他方で強固な経済的平等主義を根幹とする。

## 左派市場アナキズム

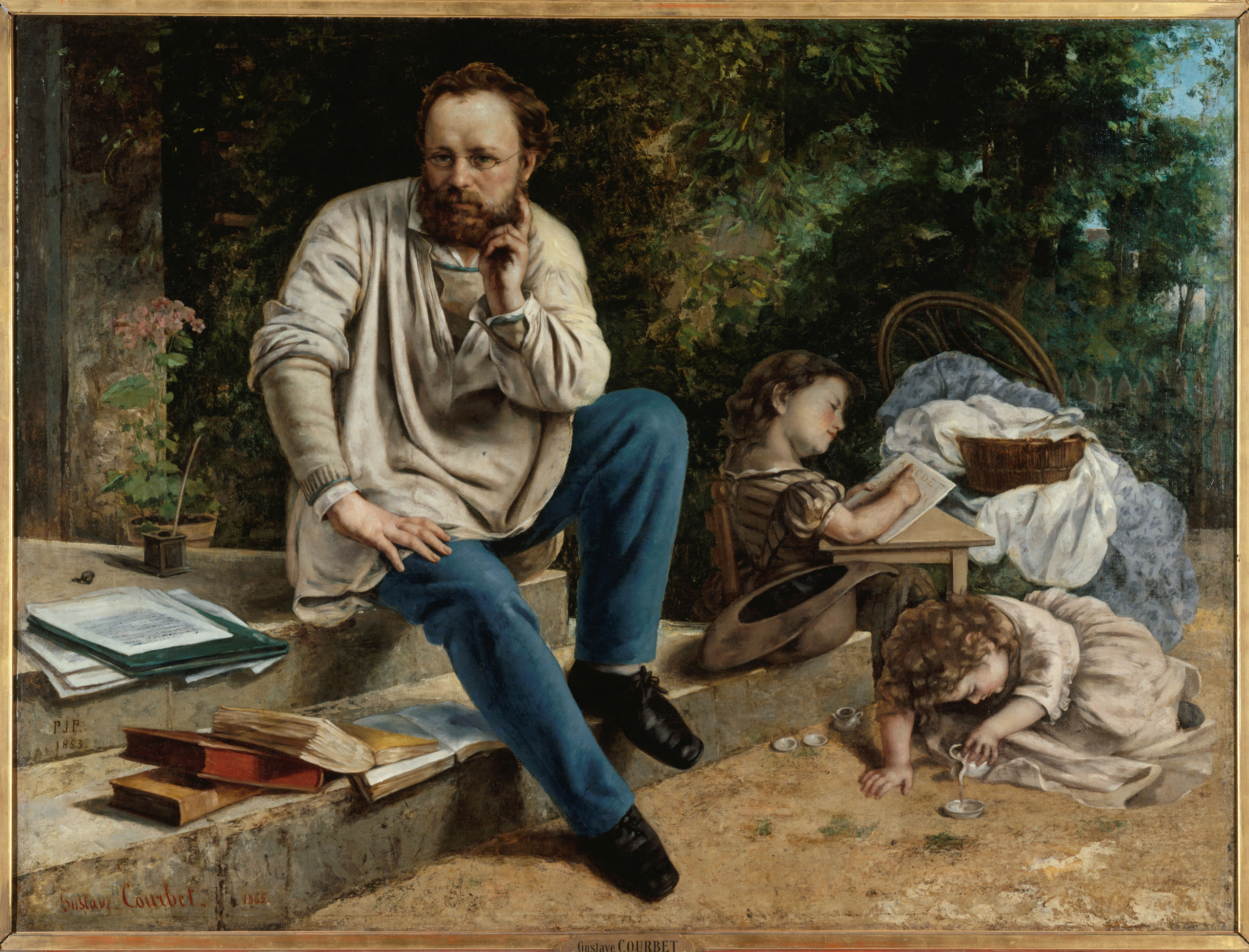
左翼市場アナキズムの初期の主要な提唱者であるピエール・ジョゼフ・プルードン

「左派リバタリアニズム」とも呼ばれる他の学派は、自由市場または「自由化された市場」の抜本的な価値を強調する。この取り組みは、非干渉や自由市場など古典的自由主義の概念を強く保持する一方で、論理的な帰結として、反コーポラティズム、反社会階層、経済における労働者支持の立場、外交における反帝国主義、ジェンダーや性別や人種などの文化的課題におけるリベラルで急進的な視点、などを強く支持する。

## 参照資料
- Konkin III, S.E. (1983). New Libertarian Manifesto. Koman Publishing.
- Rothbard, Murray N. (2007). Left and Right: A Journal of Libertarian Thought (Complete, 1965–1968). Auburn, Alabama: Ludwig von Mises Institute, USA
- Otsuka, Michael (2005). Libertarianism Without Inequality. City: Oxford University Press, USA. ISBN 978-0-19-928018-6
- Vallentyne, P., Steiner, H., & Otsuka, M. (2005). Why Left-Libertarianism is not Incoherent, Indeterminate, or Irrelevant. Philosophy & Public Affairs, 33: 201–15. Full text
- Vallentyne, Peter (2000). Left-Libertarianism and Its Critics. Basingstoke: Palgrave. ISBN 978-0-312-23699-1
- Vallentyne, Peter (2000). The Origins of Left-Libertarianism. Basingstoke: Palgrave. ISBN 978-0-312-23591-8
- Vallentyne, P. (2000). Left-Libertarianism: A Primer. In Left Libertarianism and Its Critics: The Contemporary Debate, Peter Vallentyne and Hillel Steiner (Eds.). Palgrave Publishers Ltd. 1–20. Full text (Final draft)